# Veit Harlan
Veit Harlan (Berlín, Alemania, 22 de diciembre de 1899 - Isla de Capri (Italia), 13 de abril de 1964) fue un director de cine y actor alemán.

## Biografía
Perteneció a una familia vinculada con el teatro y las letras. Su padre fue el escritor Walter Harlan.
Luego de estudiar bajo la tutela de Max Reinhardt, Harlan debutó en el teatro en 1915 y después de la Primera Guerra Mundial trabajo en varios teatros de Berlín. En 1922, se casó con la actriz y cantante judía Dora Gerson. La pareja se divorció en 1924 y Gerson moriría en los campos de exterminio nazis de Auschwitz junto a su segundo marido y sus dos pequeños hijos.
En 1929, Harlan se casó con la actriz de teatro vienesa Hilde Körber, con quien tuvo tres hijos antes de divorciarse en 1938. Posteriormente, contrajo matrimonio con la actriz Kristina Söderbaum, para quien escribió varios papeles trágicos, lo que incrementó su popularidad.
Durante los años 1930, Harlan realizó varios filmes antisemitas. En 1937, fue designado por Joseph Goebbels como uno de sus directores principales de propaganda. La película más conocida de Harlan fue El judío Süß, la cual fue realizada como propaganda antisemita en Alemania y Austria. Harlan realizó algunos de los filmes más coloridos y costosos del Reich.
Al final de la guerra, Harlan fue procesado por ayudar a los nazis, siendo el único artista del régimen procesado como criminal de guerra. Sin embargo, argumentó que había sido obligado a colaborar con el régimen y fue absuelto de los cargos.
En 1951, Harlan demandó al político de Hamburgo Erich Lüth por organizar un boicot contra una de sus películas. Harlan ganó el caso en las cortes menores. Sin embargo, el caso fue llevado al Tribunal Constitucional de Alemania, en el que se determinó que se estaba violando la libertad de expresión de Lüth.
Harlan tuvo tres hijos: el escritor Thomas Harlan, la actriz Maria Körber y Christa Susanne Körber Harla.
Murió en 1964 mientras se encontraba de vacaciones en la isla de Capri (Italia).

## Filmografía
- Anders als du und ich (1957)
- Verrat an Deutschland (1955)
- Sterne über Colombo (1953)
- Die blaue Stunde (1953)
- Unsterbliche Geliebte (1951)
- Kolberg (1945)
- Opfergang (1944)
- Immensee (1943)
- Die goldene Stadt (1942)
- Der Große König (1942)
- El judío Süß (1940)
- Das Unsterbliche Herz (1939)
- Verwehte Spuren (1938)
- Jugend (1938)
- Der Herrscher (1937)
- Die Kreutzersonate (1937)
- Krach im Hinterhaus (1936)

## Premios y distinciones
Festival Internacional de Cine de Venecia
| Año  | Categoría                       | Película         | Resultado |
| ---- | ------------------------------- | ---------------- | --------- |
| 1942 | Copa Mussolini - Mejor película | La ciudad soñada | Ganador   |